# Distròfia endotelial de Fuchs
La distròfia endotelial de Fuchs, també anomenada distròfia endotelioepitelial de Fuchs o simplement distròfia de Fuchs, és una malaltia dels ulls que afecta a la còrnia, té origen genètic i està inclosa dins del grup de les distròfies corneals. És de curs lent i progressiu, afecta a tots dos ulls i és una mica més freqüent en dones que en homes. Els primers símptomes poden detectar-se al voltant dels 30 o 40 anys, encara que rarament afecta a la capacitat visual abans dels 50 o 60. Quan la malaltia es troba en fase avançada, produeix pèrdua de transparència de la còrnia, que pot fer necessària una queratoplàstia (trasplantament de còrnia). Va ser descrita per l'oftalmòleg vienés Ernst Fuchs (1851-1930) i no s'ha de confondre amb altres lesions que també porten el seu nom, com la taca de Fuchs, el conus miòpic o coloboma de Fuchs i la ciclitis heterocròmica de Fuchs.

## Causes
Pot ser hereditària, segons un patró d'herència autosómic dominant. En aquest cas, si algun dels pares presenta la malaltia, el fill tindrà una probabilitat del 50% de patir-la. També es pot donar de forma aïllada en persones que no tenen cap antecedent familiar conegut.

## Evolució
- Estadi I. Apareixen en la capa més interna de la còrnia, l'endoteli corneal, una sèrie de lesions que consisteixen en protuberàncies semblants a gotes, per la qual cosa les anomena guttata (còrnia guttata). Aquestes gotes augmenten en nombre progressivament i s'estenen des del centre de la còrnia a la perifèria.

- Estadi II. Apareix edema (acumulació de líquid) en la capa central de la còrnia, l'estroma corneal. Aquesta capa es fa més gruixuda i la visió és cada vegada més borrosa.

- Estadi III. La distrofia afecta la capa més superficial de la còrnia, l'epiteli. Això ocasiona dolor i la visió va disminuint. Es produeixen fenòmens de cicatrització que ocasionen que la còrnia perdi la seva transparència i la llum no pugui penetrar a l'interior de l'ull.